# Чабанівський Василь Федорович
Чабанівський Василь Федорович (нар. 25 лютого 1887, Лютенька, тепер Миргородський район, Полтавська область — пом. 19 серпня 1963, м. Чикаго, США) — український військовий та громадський діяч, полковник Армії УНР, на еміграції генерал-хорунжий. Учасник визвольних змагань 1917—1921 років.
Відповідно до українського законодавства може бути зарахований до борців за незалежність України у ХХ сторіччі.

## Життєпис

### Раннє життя
Народився у с. Лютенька на Полтавщині. У 1912 році закінчив Тифліське піхотне юнкерське училище, вже за більшовиків у 1918 році — два курси Військової академії Генерального штабу. Останнє звання у російській армії капітан.

### Українська революція
30 липня 1918 року прибув з Радянської Росії у розпорядження Генерального штабу Української Держави. З 1 жовтня 1918 року призначено старшим осавулом штабу 6-го Полтавського корпусу Армії Української Держави.
15 грудня 1918 року стає помічником начальника розвідчого відділу штабу Лівобережного фронту військ Директорії. З 25 січня 1919 року — начальник оперативного відділу штабу Запорізького корпусу Дієвої армії УНР.
18 травня 1919 року призначено отаман-квартирмейстером штабу Запорізької групи Дієвої армії УНР.
З 7 червня 1919 року до 30 червня 1919 року виконував обов'язки начальника штабу 6-ї Запорізької дивізії Дієвої армії УНР. З 1 серпня 1919 року до 25 серпня 1919 року тимчасово виконував обов'язки начальника штабу Запорізької групи Дієвої армії УНР.
Був учасником і залишив детальні спогади про звільнення Києва від більшовиків 31 серпня 1919 року об'єднаними силами українського війська.
6 грудня 1919 року захворів на тиф, через це він залишився у місті Мирополі.
Під час спільного наступу польських і українських військ на Київ, 18 квітня 1920 року призначений начальником оперативного відділу Головного управління Генерального штабу УНР.
4 травня 1920 року стає начальник штабу столичної комендатури у місті Вінниця.
З 25 червня 1920 року він знову стає начальником оперативного відділу Головного управління Генерального штабу УНР. 4 серпня 1920 року у розпорядженні начальника штабу Армії УНР.
8 серпня 1920 року призначено начальником штабу 4-ї Сірої бригади 2-ї Волинської дивізії Армії УНР, а 15 вересня 1920 начальником штабу 5-ї Херсонської стрілецької дивізії Армії УНР.
5 жовтня 1920 присвоєно звання підполковник.
З 30 вересня 1922 року — начальник управи навчання війська Головного управління Генерального штабу УНР, з одночасним присвоєнням військового звання генерал-хорунжого.

### Польський період
У 1928 році Чабанівський поступив на службу контрактовим офіцером у Військо Польське в 27-ий піхотний полк у місті Ченстохова.
З 1939 року проходив службу у 81-му піхотному полку у місті Гродно. Останнє звання у польській армії — майор.
Чабанівський брав участь у Німецько-польській війні: у вересні 1939 року на чолі батальйону 2-го Гродненського полку він захищав Львів.
22 вересня 1939 року перед вступом радянських військ до Львова з дозволу польського командування виїхав з міста та дістався до Варшави, де з'явився у розпорядження уряду УНР в екзилі.

### Пізнє життя
У 1943 році Чабанівський був одним із ініціаторів створення у складі вермахту Українського Визвольного Війська.
В 1945 році Чабанівський емігрував у Німеччину, в 1950 році — у Чикаго в США.

## Вшанування пам'яті
У селі Лютенька вулицю Засонова перейменували на вулицю Василя Чабанівського.